# アドルフ・パッシャー
アドルフ・パッシャー（Adolf Alois Pascher, 1881年5月31日 - 1945年5月7日）はボヘミアの藻類学者である。藻類の分類学研究の権威となった。

## 略歴
現在のチェコ、南ボヘミア州のチェスキー・クルムロフ郡のStožec（ドイツ表記:Tusset）で教師の息子に生まれた。地元の高校で学んだ後、ドイツ・プラハ大学で植物学を学んだ。1905年に博士号を取得し、1909年に教授資格を得た。1908年にラングハンス（Viktor Langhans）とヒルシュベルクに水生生物学研究所（hydrobiologische Arbeitsstelle）を設立した。1912年にドイツ・プラハ大学の准教授、1927年に教授となり1933年にドイツ・プラハ大学植物園の園長となった。淡水藻の研究で有名となり、藻類の分類学的研究の分野の『中欧の淡水植物相』（"Süßwasserflora von Mitteleuropa"）の著者として知られる。
1934年にドイツ科学アカデミー・レオポルディーナの会員に選ばれ、リンネ協会の会員であり、ブリュッセル大学から名誉博士号を受けた。
第二次世界大戦終戦直後のプラハの混乱（プラハの戦い）のなかで没したが、死の状況は知られていない。
藻類の学名、Pascherinema De Toni、Pascherina P.C.Silva、Pascherella W.Conrad などに献名されている。

## 著作
- "Süßwasserflora Deutschlands, Österreichs und der Schweiz," 1913、共同執筆。
- "Süßwasserflora von Mitteleuropa"　1930
- "Flagellatae" E. Lemmermann らと共著 (1913/14)、"Cyanochloridinae – Chlorobakteriaceae" L. Geitlerと共著 (1925), "Heterokontae-Phaeophyceae-Rhodophyceae" (Heft 11, 1925)
- " Kryptogamen-Flora Deutschlands, Österr. und der Schweiz" 1937–1939、に執筆（Gottlob Ludwig Rabenhorst編集）